# Charles-Marte-Jules Tassin
Charles-Marte-Jules Tassin, francoski general, * 1892, † 1967.